# 莫莱翁巴鲁斯
莫莱翁巴鲁斯（法語：Mauléon-Barousse，法語發音：[moleɔ̃ baʁus]）是法国上比利牛斯省的一个市镇，属于巴涅尔德比戈尔区。

## 地理
莫莱翁巴鲁斯（42°57'34"N, 0°34'4"E）面积5.49 平方千米，位于法国奧克西塔尼大區上比利牛斯省，该省份为法国西南部内陆省份，北至热尔省，西接大西洋比利牛斯省，南与西班牙接壤，东临上加龙省。
与莫莱翁巴鲁斯接壤的市镇（或旧市镇、城区）包括：特鲁巴、谢尔戈、布拉姆瓦克、卡扎里伊、埃斯巴雷什、乌尔德、泰布。

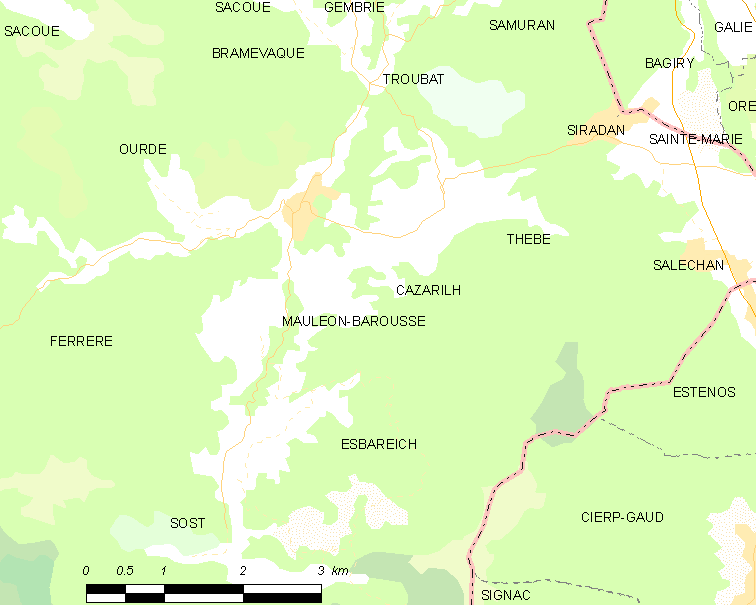
莫莱翁巴鲁斯的OSM定位图

莫莱翁巴鲁斯的时区为UTC+01:00、UTC+02:00（夏令时）。

## 行政
莫莱翁巴鲁斯的邮政编码为65370，INSEE市镇编码为65305。

## 政治
莫莱翁巴鲁斯所属的省级选区为巴鲁斯谷县。

## 人口

1962-2008年间莫莱翁巴鲁斯人口变化图示

莫莱翁巴鲁斯于2022年1月1日时的人口数量为103人。